# Nationale Werte
Als Nationale Werte (engl. National Values) werden im europäischen Zugbeeinflussungssystem ETCS eine Reihe von Parametern bezeichnet, mit denen das Verhalten des Systems an die spezifischen Anforderungen eines Infrastrukturbetreibers in den jeweiligen europäischen Länder angepasst wird. Sie wirken damit unter anderem auf die Ortung sowie Weg- und Geschwindigkeitsüberwachung, auf Bremskurven die Annäherung an „Halt“-Signale, Störfallreaktionen sowie Befehlsfahrten ein.
Die ETCS-Spezifikation beschreibt Nationale Werte, als „Werte, die an einen Zug bei Einfahrt in die Infrastruktur eines Infrastrukturbetreibers übertragen werden und dessen Regeln und Vorschriften widerspiegeln. Nationale Werte können jederzeit im Bereich des Infrastrukturbetreibers verändert werden.“ (“Values that are transmitted to a train when entering the infrastructure of an administration related to rules and regulations of that administration. National values may be changed within an administrations area.”) ETCS verhält sich dadurch in jedem Land anders.
In der aktuellen ETCS-Spezifikation (Baseline 3 Release 2 / SRS 3.6.0) sind 35 Nationale Werte definiert. Diese werden in einer Liste der Nationalen Werte (“set of National Values”) zusammengefasst.

## Handhabung der Liste
Die Liste der Nationalen Werte wird mittels des ETCS-Datenpaket 3 (“Packet Number 3”), per Eurobalise oder RBC, von der Strecke an den Zug übertragen und auf dem Fahrzeug gespeichert. Bereits vorher auf dem ETCS-Fahrzeuggerät vorhandene Werte für Nationale Werte werden dabei überschrieben. Bestandteil der Liste sind eine oder mehrere Bereichskennungen (NID_C, „Identity number of the country or region“). Das ETCS-Datenpaket 3 hat eine Größe von wenigstens 256 Bit, wobei optionale zusätzliche Bereichskennungen (NID_C) sowie optionale Korrekturfaktoren des Lambda-Bremsmodells zu einer größeren Datenmenge führen können.
Die Liste muss vollständig sein und kann jederzeit aktualisiert werden. Sie gilt für alle ETCS-Level.
Neue Nationale Werte werden bei grenzüberschreitenden Fahrten übertragen. Beim Übergang zwischen zwei RBCs kann das übergebende RBC vom übernehmenden RBC fahrwegbezogene Informationen (“route related information”) verlangen, darunter Nationale Werte.
Beim Wechsel der ETCS-Betriebsart bleiben Nationale Werte in den meisten Fällen unverändert erhalten. Das gilt u. a. für Abstellungen, die mit dem Wechsel in die Betriebsarten Stand By (SB) oder No Power (NP) einhergehen. Wird eine ETCS-Fahrt in den Leveln 0 bis 3 beendet, werden bei Beginn einer neuen Fahrt (Start of Mission) die Nationalen Werte der vorigen Fahrt herangezogen.
Einzig beim Betriebsartenwechsel nach Systemfehler (SF) oder Isolation (IS) wird die Liste verworfen. Sie wird ebenfalls gelöscht, wenn die Liste für eine von einer Balisengruppe gelesene Landes- bzw. Regionskennung (NID_C) nicht im Gültigkeitsbereich der Liste Nationaler Werte enthalten ist. In diesem Fall werden auf dem Fahrzeug hinterlegte Standardwerte herangezogen.
Die Standardwerte werden ebenfalls herangezogen, wenn kein Nationaler Wert zur Verfügung steht. Eine derartige Lücke kann sich ergeben, wenn ETCS-Strecken- und Fahrzeugeinrichtung über unterschiedliche Systemversionen verfügen und dadurch einzelne Nationale Werte des Fahrzeugs von der Strecke nicht übertragen wurden.

## Planung
Bei der Definition von ETCS-Projekten ist vom Auftraggeber eine vollständige Liste Nationaler Werte zu erstellen. Auch für Parameter, bei denen der Standardwert der ETCS-Spezifikation unverändert gelten soll, sind Werte festzulegen.
Bei der DB InfraGO wird bei der Vorgabe der Nationalen Werte grundsätzlich zwischen Baseline 2 und Baseline 3 unterschieden. Innerhalb der beiden Gruppen werden Angaben zur Level-2-Strecke gemacht. Zusätzlich erfolgt bei Baseline 2 die Angabe zur Werten beim Wechsel zu eine Strecke mit PZB-Ausrüstung und bei Baseline 3 zu eine Level-1-LS-Strecke. Die gesonderte Behandlung des Wechsels zu PZB unter Baseline 2 ist erforderlich, da bei Baseline-2-Fahrzeugen die Betätigung der PZB-Befehlstaste einen ETCS-Override auslösen kann. Um dadurch keine Überwachungslücke entstehen zu lassen, wird der wirksame Bereich eines Override in diesem Fall durch besonders restriktiv gesetzte nationale Werte begrenzt.

## Sonstiges
Um die bei der Aufstellung von Vorsignalen üblichen Sicherheitsmargen, bei denen bei der Bremswegberechnung je nach Infrastrukturbetreiber üblicherweise zwischen 10 und 50 Prozent auf den Bremsweg aufgeschlagen werden, in ETCS abzubilden, werden Korrekturfaktoren als Nationale Werte übertragen. Längerfristig wird eine Vereinheitlichung der Sicherheitsmargen angestrebt, nach der die entsprechenden Nationalen Werte entfallen könnten. Aufgrund unterschiedlicher Nationaler Werte kann es dabei an Landesgrenzen zu einem unerwünschten Bremskurvensprung kommen.
Beim Wechsel nach Level 2 in Deutschland werden die Nationalen Werte am Einstiegssignal übermittelt.